# Viktor Grčar
Viktor Grčar, slovenski učitelj, publicist, prvi slovenski mariborski župan, * 11. april 1881, Mokronog, † 6. januar 1942, Čačak. 

## Življenjepis
Rojen je bil leta 1881 v Mokronogu pri Trebnjem. 
Viktor Grčar je bil po izobrazbi učitelj.  Učiteljišče je končal v Ljubljani. Med prvo svetovno vojno je bil v ruskem ujetništvu, zatem pa dobrovoljec na solunski fronti. 
Od aprila 1919 je deloval kot šolski upravitelj v Mariboru. 
Grčar je bil med obema svetovnima vojnama ves čas dejaven v mariborski mestni politiki, najprej kot župan (1921-1924), nato pa do konca Kraljevine Jugoslavije kot občinski oz. mestni svetnik in kot član raznih občinskih odborov.
Julija 1941 ga je okupator z družino izgnal v Srbijo. Umrl je leta 1942 v Čačku.

## Županovanje
Kot politik je bil socialist. 
Na aprilskih občinskih volitvah leta 1921 so zmagali socialni demokrati. Za mariborskega župana je bil izvoljen učitelj Viktor Grčar, ki je tako postal prvi slovenski izvoljeni župan Maribora. Župan Maribora je bil od leta 1921 do 1924. V naslednjem mandatu je deloval kot član občinskega sveta.
Župan Grčar je septembra leta 1921 v prostorih nekdanjega kazina na Slomškovem trgu določil prostore za knjižnico, predhodnico Univerzitetne knjižnice Maribor. Takoj v začetku njegovega županovanja so se začeli resno ukvarjati s problemom izobraževanja odraslih in ljudske prosvete. Socialni demokrati so imeli svoje nazore o izobraževanju delavcev in jih skušali uresničiti v ljudski univerzi. Dne 27. oktobra se je iz Učiteljskega društva za Maribor in bližnjo okolico izločil in osamosvojil Pedagoško-didaktični odsek, ki ga je vodil ugledni pedagoški strokovnjak Gustav Šilih. Odsek se je 1927. leta preimenoval v Pedagoško centralo, izjemno pomembno znanstveno in strokovno združenje. Prvo predavanje mariborske ljudske univerze je bilo zvečer v soboto 28. januarja 1922 v mali kazinski dvorani, ki je bila napolnjena. Pred predavanjem je navzoče pozdravil župan Viktor Grčar in obrazložil namen društva.
V njegovem mandatu je vlada 26. aprila 1922 sprejela uredbo o razdelitvi države na oblasti. Mariborska oblast je obsegala ozemlje bivšega štajerskega dela, prevaljski okraj, Prekmurje in Medjimurje. Imela je 7.569 km2 površine in po ljudskem štetju iz leta 1921 624.121 prebivalcev. 
Ljudsko štetje, izvedeno 31. januarja 1921 je pokazalo, da je bilo v Mariboru 22.653 Slovencev (67%) in 6.585 Nemcev (21%). 